# أنطونيو إم. بيريز
أنطونيو إم. بيريز (بالإسبانية: Antonio Manuel Pérez Álvarez)‏ هو مهندس وشخصية أعمال إسباني، ولد في 1947 في فيغو في إسبانيا.

## وصلات خارجية
- أنطونيو بيريز على موقع إن إن دي بي (الإنجليزية)